# Mutabilité catastrophique
La mutabilité catastrophique (en anglais : error catastrophe, ou « catastrophe d'erreurs ») est un facteur conduisant une population à l'extinction (souvent dans le contexte de micro-organismes tels que les virus) à la suite d'un taux de mutations excessif. La mutabilité catastrophique est prédite par les modèles mathématiques et a été observée empiriquement.
Comme tout organisme, les virus « font des erreurs » (ou mutent ) quand ils se répliquent. Les mutations qui en résultent augmentent la biodiversité au sein de la population, et lors d'une infection ultérieure, diminuent la capacité du système immunitaire d'un hôte à reconnaître le virus. Plus le virus favorise les mutations lors de la réplication, plus sa population sera diversifiée, et moins il est susceptible d'être reconnu par le système immunitaire (biodiversité). Cependant, s'il autorise trop de mutations, il risque de dégénérer au point de perdre certaines de ses caractéristiques biologiques qui ont évolué à son avantage, ne serait-ce que sa capacité à se reproduire, ou à contrer certaines mesures défensives de son hôte. 
La question qui se pose alors est : « combien de mutations peuvent être autorisées d'une réplication à l'autre avant que la population de virus ne commence à perdre son identité ? »

## Modèle mathématique de base
Considérons un virus qui a une identité génétique modélisée par une chaîne de uns et de zéros (par exemple 11010001011101. . . . ). Supposons que la chaîne ait une longueur fixe L, et que pendant la réplication, le virus copie chaque chiffre un par un, faisant à chaque copie élémentaire une erreur avec la probabilité q, indépendamment de tous les autres chiffres. 
En raison de ces mutations résultant d'une réplication erronée, il est possible d'obtenir jusqu'à 2L souches distinctes à partir du virus parent. Soit xi la concentration de la souche i ; soit ai la vitesse à laquelle le mutant i se reproduit; et soit Qij la probabilité qu'un virus de la souche i mute en souche j . 
Alors la vitesse d'évolution de la concentration xj est donnée par : 
{\displaystyle {\dot {x}}_{j}=\sum _{i}a_{i}Q_{ij}x_{i}}
À ce stade, nous faisons une simplification de la modélisation : nous choisissons comme premier groupe la souche la plus apte (celle avec le plus grand taux de reproduction aj ) et supposons qu'elle est unique (c'est-à-dire que le aj choisi satisfait aj > ai pour tout i ),. Nous regroupons ensuite les souches restantes en un seul groupe. Soient x et y les concentrations des deux groupes, avec respectivement le taux de reproduction a> b. Soit Q la probabilité qu'un virus du premier groupe (x) mute en un membre du deuxième groupe (y), et soit R la probabilité qu'un membre du deuxième groupe revienne au premier (via un mutation). Les équations régissant le développement des populations sont alors : 
{\displaystyle {\begin{cases}{\dot {x}}=&a(1-Q)x+bRy\\{\dot {y}}=&aQx+b(1-R)y\\\end{cases}}}
Le cas qui nous intéresse est celui où la longueur L de la chaîne est très grand, donc la probabilité qu'un virus du deuxième groupe retrouve exactement la configuration d'origine est négligeable (au mieux il n'y a qu'une erreur à corriger, mais une nouvelle erreur tend à se disperser sur toute la chaîne, pas à compenser la première). Nous pouvons donc sans risque négliger R, et considérer à la place le système simplifié suivant : 
{\displaystyle {\begin{cases}{\dot {x}}=&a(1-Q)x\\{\dot {y}}=&aQx+by\\\end{cases}}}
Puis en posant z = x / y la fraction de population non mutée, l'équation gouvernant cette fraction devient (en appliquant la formule de la dérivée d'un quotient) : 
{\displaystyle {\begin{matrix}{\frac {\partial z}{\partial t}}&=&{\frac {{\dot {x}}y-x{\dot {y}}}{y^{2}}}\\&&\\&=&{\frac {a(1-Q)xy-x(aQx+by)}{y^{2}}}\\&&\\&=&a(1-Q)z-(aQz^{2}+bz)\\&&\\&=&z(a(1-Q)-aQz-b)\\\end{matrix}}} .
En supposant à présent que le système atteint un régime stable, c'est-à-dire que z atteint une concentration constante (et évidemment non nulle) au fil du temps, z aura pour valeur asymptotique la valeur non nulle annulant la dérivée : 
{\displaystyle z(\infty )={\frac {a(1-Q)-b}{aQ}}}
La question est donc à présent de savoir sous quelles valeurs de paramètres la population d'origine persiste (continue d'exister)? La population persiste si et seulement si la valeur à l'état stationnaire de z est strictement positive. c'est-à-dire si et seulement si : 
{\displaystyle z(\infty )>0\iff a(1-Q)-b>0\iff (1-Q)>b/a.}
Ce résultat est plus couramment exprimé en fonction du rapport b/a des taux de reproduction entre souche originelle et mutante, et du taux d'erreur q sur la recopie d'un site individuel : en posant b / a = (1-s), s étant donc la perte relative de taux de reproduction due à la mutation, alors la condition devient : 
{\displaystyle z(\infty )>0\iff (1-Q)=(1-q)^{L}>1-s}
En prenant le logarithme des deux côtés et en faisant une approximation pour les petits q et s, on obtient 
{\displaystyle L\ln {(1-q)}\approx -Lq>\ln {(1-s)}\approx -s}
Ce qui réduit la condition à ce que pour que la population originelle soit stable, le désavantage sélectif s entraîné par la mutation doit être plus grand que le nombre moyen d'erreur sur la chaîne reproduite : 
{\displaystyle Lq<s}
Les virus à ARN qui se répliquent à proximité du seuil d'erreur ont une taille de génome de l'ordre de 104 (10000) paires de bases . L' ADN humain a une longueur d'environ 3,3 milliards (3x109 ) unités de base. Cela signifie que le mécanisme de réplication de l'ADN humain doit être de plusieurs ordres de grandeur plus précis que celui de l'ARN des virus à ARN. 

### Présentation basée sur la théorie de l'information
Pour éviter une mutabilité catastrophique, la quantité d'informations perdues par mutation doit être inférieure à la quantité gagnée par la sélection naturelle. Cette idée peut être utilisée pour arriver essentiellement aux mêmes équations que la présentation différentielle plus courante.

## Applications
Certains virus comme ceux de la polio ou de l'hépatite C sont très proches du taux de mutation critique (c'est-à-dire le plus grand taux de mutation q permis par la longueur L de leur génome). Des médicaments ont été créés pour augmenter ce taux de mutation, afin de les pousser au-delà de la limite critique et leur faire perde leur identité. Cependant, étant donné la critique de l'hypothèse de base du modèle mathématique[Laquelle ?], cette approche est problématique.[pourquoi ?]
Le résultat introduit un paradoxe pour les biologistes, le paradoxe d'Eigen (en) : en général, les grands génomes sont nécessaires à la réplication précise (taux de réplication sont obtenus à l'aide d'enzymes[pas clair]), mais un grand génome nécessite un taux de précision élevé q pour se maintenir. Qu'est-ce qui vient en premier et comment cela se produit-il ?[citation nécessaire]

## Voir également
- Vortex d'extinction